# Hastatis simplicis
Hastatis simplicis là một loài bọ cánh cứng trong họ Cerambycidae.